# This One
This One ist ein Lied von Paul McCartney, das im Juni 1989 auf dem Album Flowers in the Dirt erschien und im selben Jahr als Single veröffentlicht wurde.

## Hintergrund
This One zählt zu den Liedern Paul McCartneys, deren Text auf einem Wortspiel beruht. In This One arbeitet McCartney mit den Wortpaaren This One („genau dieser“ bzw. „dieser eine“) und The Swan („der Schwan“). Daneben wurde es auch durch die indische Mythologie beeinflusst: Das Bild des Schwans, auf dessen Rücken ein Gott reitet, verglich McCartney selbst mit Abbildungen der indischen Gottheit Krishna auf dem Schwan, die er während des Aufenthalts der Beatles 1968 in Indien gesehen hatte. Er betonte jedoch, dass er sich mit dem „sehr spirituelle[n] und ruhige[n] Bild […] keiner speziellen Religion verschreibe“, und nannte das Lied in seiner Grundanlage ein Liebeslied.

## Produktion
This One wurde von Paul McCartney geschrieben, der auch die Lead Vocals übernahm sowie bei der Aufnahme Akustikgitarre, E-Bass, Keyboard, Rhythmusgitarre und das Harmonium einspielte. Zudem spielte er Sitar und Tamburin und experimentierte mit Weingläsern. Hamish Stuart spielte Akustikgitarre und Rhythmusgitarre ein und übernahm die Zweitstimme. Zudem waren Chris Whitten (Schlagzeug, Perkussion), Robbie McIntosh (Akustikgitarre, E-Gitarre) und Judd Lander (Harmonika) an der Aufnahme beteiligt. Paul und Linda McCartney sowie Hamish Stuart sangen die Harmonien ein. Toningenieur der Aufnahme war Geoff Emerick.
Das Lied handelt von einer Person, die eine andere fragt, ob sie sie je in ihre Arme genommen habe, ihr in die Augen gesehen habe, die Wange gestreichelt habe usw. Im Refrain erfolgt die Erklärung: Wenn dies nie geschehen sei, dann nur, weil sie auf einen besseren Augenblick dafür gewartet habe, der jedoch nie gekommen sei. Nun jedoch gebe es keinen besseren Augenblick dafür als genau diesen. Über die Zeile „than this one, this one“ erfolgt der Übergang zum inhaltlich zweiten Teil des Refrains, der den Klang mit „The swan is gliding …“ aufnimmt. Das Lied folgt dem traditionellen Schema Strophe – Refrain – Strophe – Refrain – Bridge – Strophe – Refrain – Outro mit konventionellen Akkord-Wechseln.

## Veröffentlichung

### Lied
This One erschien am 5. Juni 1989 auf dem neunten McCartney-Soloalbum Flowers in the Dirt und wurde als Live-Version auf der 1990 erschienenen Dreifach-LP Tripping the Live Fantastic veröffentlicht. Die Single This One kam am 17. Juli 1989 in England heraus. Sie enthielt auf der B-Seite das Lied The First Stone, das für Flowers in the Dirt aufgenommen worden war, jedoch nicht auf der Platte veröffentlicht wurde. In den USA kam die Single am 1. August heraus, war dort jedoch lediglich als Musikkassette erhältlich. Eine Woche später folgte in Großbritannien die limitierte 7″-Vinyl-Single This One / The Long and Winding Road.
Das Single-Cover zeigt die Figur des Gottes Krishna, der auf einem Schwan über das Wasser fliegt. Die Sonne spiegelt sich im Meer, seitlich ist ein Regenbogen zu sehen. Die Zeichnung stammt von Sni Muk Fej, das Coverdesign von der Agentur Mainartery in London.
Von This One wurden drei Maxisingles veröffentlicht:
- This One / The First Stone / I Wanna Cry / I’m in Love Again: Sie erschien als 12“-Vinyl-Maxisingle[8] und 5”-CD-Single[9] und kam am 17. Juli 1989 heraus. Die Lieder I Wanna Cry und I’m in Love Again stammen aus den 1988er-Sessions zum Album Снова в СССР und waren zuvor nicht veröffentlicht worden.
- This One / The First Stone / Good Sign: Sie erschien am 31. Juli 1989 als 12″-Vinyl-Maxisingle[10]. Das Lied Good Sign entstand während der Sessions zu Flowers in the Dirt.
- This One (Club Lovejoys Mix) / The First Stone / I Wanna Cry / I’m in Love Again: Sie erschien als 12″-Vinyl-Maxisingle[11]. Die Neuabmischung von This One erfolgte von Matt Butler. Die Maxisingle erschien in Deutschland im Oktober 1989 während Paul McCartneys Auftritten in Deutschland im Rahmen seiner Welttournee.

In den USA wurden 7″-Vinyl-Promotionsingles (beidseitig mit der A-Seite This One) und 5″-CD-Promotionsingles hergestellt.

### Video
Das Musikvideo zu This One wurde nach einer Idee McCartneys von Tim Pope gedreht. Die Dreharbeiten fanden in den Albert Wharf Studios in London statt. Eine Besonderheit des Videos ist, dass McCartney über weite Teile die Augen geschlossen hält, wobei die Augenlider in einigen Szenen mit Augen bemalt sind. Das Video mit indischem Flair kostete rund 350.000 DM (umgerechnet, Stand 1989). Ein zweites Promotionsvideo entstand im Juli 1989 unter der Regie von Dean Chamberlain.
Eine Live-Interpretation des Liedes findet sich im Konzertfilm Get Back von Richard Lester und Aubrey Powell aus dem Jahr 1991, einer Dokumentation der The Paul McCartney World Tour der Jahre 1989 und 1990. Das US-amerikanische PBS-Special The Making Of Flowers in the Dirt aus dem Jahr 1989 zeigt ebenfalls eine Interpretation des Liedes durch McCartney und Band.

## Rezeption
This One erreichte 1989 Platz 18 der britischen Charts sowie Platz 94 in den US-amerikanischen Billboard Hot 100. Das Lied kam bis auf Platz 40 der deutschen Charts, Platz 8 der österreichischen Charts, Platz 31 der niederländischen Charts und Platz 30 der belgischen (flämischen) Charts.
Allmusic bezeichnete This One als „reizend“ („lovely“). Der Rolling Stone nannte das geistreiche Wortspiel des Liedes niedlich, befand jedoch, dass es im Lied zu sehr ausgebreitet werde und am Ende die Geduld der Zuschauer über Gebühr strapaziere („extends its cute, lyrical conceit for too long and winds up taxing the listener’s patience.“).